# Polnische Fußballnationalmannschaft (U-18-Junioren)
Die polnische U-18-Fußballnationalmannschaft ist eine polnische Fußballjuniorennationalmannschaft. Bis 2001 vertrat sie Polen als Auswahlmannschaft in der U-18-Altersklasse insbesondere bei UEFA-Wettbewerben. Nach einer Erhöhung der Altersgrenze seitens der UEFA auf 19 Jahre werden seither lediglich Freundschaftsspiele des jüngeren Jahrgangs als Vorbereitung für die U-19-Nationalmannschaft bestritten.

## Geschichte
Die U-18-Auswahl trat 1955 erstmals beim UEFA-Juniorenturnier an und stand dabei zweimal im Endspiel. Seit 1981 nahm sie regelmäßig an der Qualifikation zur neu eingeführten U-18-Europameisterschaft teil. Bis zur Erhöhung der Altersgrenze 2001 schaffte die Auswahlmannschaft viermal die Qualifikation für ein Endrundenturnier. Größter Erfolg war der Titelgewinn bei der letzten Austragung 2001, zudem stand sie bei der ersten EM-Endrunde 1981 im gegen Deutschland verlorenen Finalspiel.

### Turnierbilanz bei U-18-Europameisterschaften
| 1981 | Finale             |
| 1982 | 4. Platz           |
| 1983 | nicht qualifiziert |
| 1984 | nicht qualifiziert |
| 1986 | nicht qualifiziert |
| 1988 | nicht qualifiziert |
| 1990 | nicht qualifiziert |
| 1992 | Viertelfinale      |
| 1993 | nicht qualifiziert |
| 1994 | nicht qualifiziert |
| 1995 | nicht qualifiziert |
| 1996 | nicht qualifiziert |
| 1997 | nicht qualifiziert |
| 1998 | nicht qualifiziert |
| 1999 | nicht qualifiziert |
| 2000 | nicht qualifiziert |
| 2001 | Sieger             |